# Бертој (Белуно)
Бертој (итал. Bertoi) је насеље у Италији у округу Белуно, региону Венето.
Према процени из 2011. у насељу је живело 21 становника. Насеље се налази на надморској висини од 1072 м.